# Бистрий (річка)
Бистрий — річка в Україні, у Хустському районі Закарпатської області, притока Тереблі (басейн Дунаю).

## Опис
Довжина річки приблизно 6 км. Формується з багатьох безіменних струмків.

## Розташування
Бере початок на західних схилах гірської вершини Манчул. Тече переважно на піванічний захід і на південному заході від села Вільшани впадає у річку Тереблю, праву притоку Тиси.